# Hotel du Nord
Hotel du Nord (v originále Hôtel du Nord) je francouzský hraný film z roku 1938, který režíroval Marcel Carné podle stejnojmenného románu Eugèna Dabita z roku 1929.

## Děj
Hotel du Nord leží v Paříži u kanálu Saint-Martin a jeho majitelé a stálí obyvatelé žijí ve vzájemné symbióze. Dva mladí snoubenci Renée a Pierre přicházejí do hotelu pronajmout si pokoj, aby zde společně spáchali sebevraždu. Jejich plán jim však nevyjde. Renée je zraněna a Pierre ve zmatku uteče. V sousedním pokoji bydlí pasák Edmond, který Renée odveze do nemocnice. Pierre se udá na policii jako viník jejího zranění a je ve vězení. Renée získá v hotelu místo servírky a sblíží se s Edmondem. Pierre se vrací z vězení a naváže kontakt s Renée. K Edmondovi se mezitím začne hlásit bývalá prostitutka Raymonde. Když se jednoho večera sejdou všichni v hotelu, vypukne v domě požár.

## Obsazení
| Annabella          | Renée, snoubenka                 |
| Jean-Pierre Aumont | Pierre, snoubenec                |
| Arletty            | Raymonde, prostitutka            |
| Louis Jouvet       | Edmond, pasák                    |
| André Brunot       | Émile Lecouvreur, majitel hotelu |
| Jane Marken        | Louise Lecouvreur, jeho žena     |
| Bernard Blier      | Prosper Trimaux, hlídač          |
| Paulette Dubost    | Ginette Trimaux, jeho žena       |

## Hotel
Ačkoliv se reálný hotel v Paříži v 10. obvodu skutečně vyskytuje, film byl ale natočen ve filmových ateliérech v Boulogne-Billancourt, kde byl postaven hotel i kanál Saint-Martin.
Podnik Hôtel du Nord dodnes existuje, ovšem jako restaurace, bar a koncertní sál.